# Дорстен
Дорстен (њем. Dorsten) град је у њемачкој савезној држави Северна Рајна-Вестфалија. Једно је од 10 општинских средишта округа Реклингхаузен. Према процјени из 2010. у граду је живјело 77.975 становника. Посједује регионалну шифру (AGS) 5562012, NUTS (DEA36) и LOCODE (DE DON) код.

## Географски и демографски подаци
Дорстен се налази у савезној држави Северна Рајна-Вестфалија у округу Реклингхаузен. Град се налази на надморској висини од 31 метра. Површина општине износи 171,2 km². У самом граду је, према процјени из 2010. године, живјело 77.975 становника. Просјечна густина становништва износи 455 становника/km².

## Међународна сарадња
| Мјесто      | Држава               | Врста сарадње | Од    |
| ----------- | -------------------- | ------------- | ----- |
| Ход Хашарон | Израел               | партнерство   | 1994. |
| Њутонаби    | Уједињено Краљевство | партнерство   | 1988. |
| Кроли       | Уједињено Краљевство | партнерство   | 1973. |
|             | Француска            | партнерство   | 1985. |
| Дорман      | Француска            | партнерство   | 1981. |
|             | Пољска               | партнерство   | 1994. |
| Васлала     | Никарагва            | партнерство   | 1986. |
| Извор       |                      |               |       |